# Cupid at the Circus
Cupid at the Circus er en amerikansk stumfilm fra 1910.

## Medvirkende
- Frank H. Crane som Tom Gates
- Anna Rosemond som Lillie Lockwood